# Bluffmania
Bluffmania – album zespołu Mech wydany w 1983 roku nakładem wytwórni Pronit. Utrzymany jest w stylistyce rocka, hard rocka, pop-rocka i classic rocka.

## Lista utworów
źródło
Strona A
1. "Piłem z diabłem Bruderschaft" (muz. Maciej Januszko, Janusz Łakomiec, Robert Millord jest autorem linii melodycznej (nieuwzględnione w zapisie ZAiKS) – sł. Robert Millord (vel Milewski) – 6:35
2. "Bluffmania" (muz. Robert Millord (vel Milewski), Maciej Januszko, Janusz Łakomiec – sł. Robert Millord (vel Milewski) – 4:50
3. "Czy to możliwe" (muz. i sł. Maciej Januszko) – 3:20
4. "To kiedyś wróci" (muz. Maciej Januszko, Janusz Łakomiec – sł. Maciej Januszko) – 5:20

Strona B
1. "Cztery ściany" (muz. i sł. Robert Millord (vel Milewski) – 5:15
2. "Maszyna" (muz. Andrzej Dylewski, Robert Millord (vel Milewski) – sł. Andrzej Mogielnicki) – 3:15
3. "Dzida" (muz. Robert Millord (vel Milewski), Janusz Łakomiec – sł. Robert Millord (vel Milewski), Maciej Januszko) – 5:20
4. "Nautilius" (muz. Andrzej Dylewski) – 5:15

## Twórcy
źródło

### Muzycy
- Robert Millord (vel Milewski) – instrumenty klawiszowe, śpiew
- Andrzej Dylewski – chórki, perkusja, dzwony rurowe
- Maciej Januszko – dzwony rurowe, gitara, śpiew
- Janusz Łakomiec – chórki, gitara

Gościnnie
- Tomasz Szukalski – saksofon sopranowy, saksofon tenorowy
- Jolanta Dylewska – chórki
- Aleksandra Milewska – chórki
- Monika Żuk – chórki

### Personel
- Andrzej Tyszko – foto i projekt graficzny
- Andrzej Lupa – realizacja dźwięku
- Andrzej Sasin – realizacja dźwięku